# Amanda Palmer
Amanda MacKinnon Gaiman Palmer, conosciuta anche come Amanda Fucking Palmer (New York, 30 aprile 1976) è una cantante, pianista e compositrice statunitense, divenuta nota come membro nel duo The Dresden Dolls, fondato assieme a Brian Viglione.
Intrapresa la carriera solista, è attiva assieme a Jason Webley nel duo Evelyn Evelyn, e nella band Amanda Palmer & The Grand Theft Orchestra.

## Biografia
Palmer è nata a New York e cresciuta a Lexington, nel Massachusetts. Interessata all'arte dello spettacolo musicale e teatrale, praticò a lungo l'attività di mimo in veste di statua ad Harvard Square (Cambridge), in Scozia, in Australia (dove ha incontrato Jason Webley), nel Massachusetts e in molti altri luoghi. A queste esperienze rimandano alcuni versi di The Perfect Fit, canzone del primo album dei The Dresden Dolls:

### The Dresden Dolls
A una festa di Halloween nel 2000, Palmer incontrò il batterista Brian Viglione, con cui in seguito formò i The Dresden Dolls. Nel tentativo di arricchire le performance e sviluppare maggiore interattività col pubblico, la Palmer iniziò ad invitare amici, studenti e artisti e ad eseguire durante i suoi concerti anche spettacoli di teatro, giocoleria, cabaret, burlesque che coinvolgessero direttamente i fan presenti. L'originalità di tali performance fece guadagnare alla band un nutrito gruppo di fedelissimi, che la accompagnò nella pubblicazione del primo album eponimo autoprodotto The Dresden Dolls nel 2002. Poco dopo la band siglò un contratto con la Roadrunner Records, che produsse nel 2006 e nel 2008 gli album Yes, Virginia... e No, Virginia....
Dal 9 dicembre 2006 fino al 13 gennaio 2007 i Dresden Dolls proposero al Zero Arrow Theatre di Cambridge, nel Massachusetts, il musical The Onion Cellar, basato su un racconto tratto da Il tamburo di latta di Günter Grass.
Mentre Palmer rimase apertamente frustrata dalla regia dello show, le recensioni di pubblico e critica furono invece generalmente positive.
Nel 2010 i Dresden Dolls si sono ricongiunti per un tour di poche date negli Stati Uniti a partire dal giorno di Halloween a New York fino alla vigilia di Natale a San Francisco.

### Carriera solista
Il primo album solista della Palmer, Who Killed Amanda Palmer, è uscito il 16 settembre del 2008, prodotto da Ben Folds che vi ha partecipato anche come musicista. Il titolo è un chiaro riferimento al mistero della morte di Laura Palmer nella serie cult degli anni '90 I segreti di Twin Peaks. Nel settembre 2007 Palmer ha collaborato con Jason Webley all'EP di debutto degli Evelyn Evelyn, Elephant Elephant, proponendolo in tour assieme a pezzi del proprio repertorio solista nel 2008 e 2009.
Il 9 febbraio 2012 ha annunciato dal suo blog di essere al lavoro sul nuovo album Theatre Is Evil in collaborazione con The Grand Theft Orchestra, col nome di "Amanda Palmer & The Grand Theft Orchestra". Il 20 aprile 2012 ha annunciato sempre dal blog il lancio del nuovo album segnalando la possibilità di pre-ordinarlo attraverso la piattaforma Kickstarter. L'ammontare dei versamenti da parte di 24.883 sostenitori ha in seguito raggiunto 1.192.793 dollari, la somma più alta ricevuta sino ad allora per un progetto lanciato su Kickstarter.
Amanda Palmer è nota anche per la sua frenetica attività su internet tramite blog, forum, social network, piattaforme di condivisione gratuita di musica, di raccolta fondi e marketing diretto artista-fan.
Nel 2014 ha pubblicato un libro dal titolo The Art of Asking: How I Learned to Stop Worrying and Let People Help (Grand Central Publishing).
Nel 2016 ha realizzato un album collaborativo con il padre Jack Palmer dal titolo You Got Me Singing.
Un altro album collaborativo è uscito l'anno seguente: si tratta di I Can Spin a Rainbow, realizzato con Edward Ka-Spel, frontman del gruppo Legendary Pink Dots.
Nel marzo 2019, dopo una campagna di crowdfunding attraverso la piattaforma Patreon, ha pubblicato il suo terzo album in studio da solista There Will Be No Intermission. Il disco è stato prodotto da John Congleton e anticipato da due singoli, Drowning in the Sound e Voicemail For Jill.

## Vita privata
Amanda Palmer vive a Boston, nel Massachusetts, con altri artisti in una cooperativa chiamata Cloud Club.
Nel 2007 si è dichiarata bisessuale ad afterellen.com:
Ha un suo blog, nel quale ha dichiarato di aver abortito a 17 anni e di aver subito uno stupro a 20 anni.
Il 15 gennaio 2010 Neil Gaiman e Amanda Palmer confermano sui propri siti web le voci su un loro legame affettivo. Il 3 gennaio 2011, la coppia annuncia via Twitter la loro unione matrimoniale dopo una cerimonia privata in presenza degli scrittori Ayelet Waldman e Michael Chabon. Il 18 marzo 2015 l'artista annuncia sul suo profilo Facebook di essere incinta del marito. Il figlio della coppia, Anthony "Ash", è nato il 16 settembre 2015.
Il 3 marzo 2020, Amanda Palmer ha annunciato la sua separazione da Neil Gaiman su Patreon. Le cause della separazione non sono state annunciate, ma la coppia non ha ancora divorziato.
La cantante pratica la meditazione e il pescetarianismo.

## Premi e riconoscimenti
- 2010 – "Artista dell'anno" secondo il Boston Music Awards[24]
- 2008 – 6ª classificata nella lista dei migliori artisti solisti, votata dai lettori del The Guardian[25]
- 2006 – "Donna più stilosa di Boston" secondo il the Boston Globe[26]

## Discografia

### Da solista
Demo
- Songs from 1989–1995... (1996)
- Summer 1998 Five Song Demo (1997)

Album studio
- Who Killed Amanda Palmer (2008)
- Theatre Is Evil (2012)
- There Will Be No Intermission (2019)

Album in live
- Amanda Palmer Goes Down Under (2011)
- Piano is Evil (2016)

EP
- Amanda Palmer Performs the Popular Hits of Radiohead on Her Magical Ukulele (2010)

### Album in collaborazione
Album studio
- You Got me Singing (feat. Jack Palmer) (2016)
- I Can Spin a Rainbow (feat. Edward Ka-Spel) (2017)
- Amanda Palmer & Friends Present Forty-Five Degrees - A Bushfire Charity Flash Record (in collaborazione con vari artisti) (2020)

Album live
- An Evening With Neil Gaiman & Amanda Palmer (in collaborazione con Neil Gaiman) (2013)

### Con i The Dresden Dolls
Album in studio
- The Dresden Dolls (2003)
- Yes, Virginia... (2006)

Compilation
- No, Virginia... (2008)
- The Virginia Monologues (2015)

Album in live
- A is for Accident (2003)

Album video
- Live: In Paradise (2005)
- Live at the Rundhouse (2007)

EP
- The Dresden Dolls (2001)

### Con gli Evelyn Evelyn
EP
- Elephant Elephant (2007)

Album studio
- Evelyn Evelyn (2010)

### Altre collaborazioni
- Trudy (con Ad Frank and the Fast Easy Women, in In Girl Trouble) (2003)
- Circus Freak Love Triangle (con Hierosonic, in Pornos and Razorblades) (2005)
- Warsaw Is Khelm (con Golem in Fresh Off Boat) (2006)
- Life, Eight Days of Hell e Witch's Web (con ...And You Will Know Us by the Trail of Dead, in So Divided) (2006)
- The Lovers (con Meredith Yayanos, in Brainwaves) (2006)
- Stuck with You (con Voltaire, in Ooky Spooky) (2007)
- Everybody Hurts (con Cormac Bride, in Stereogum Presents... Drive XV: A Tribute to Automatic For the People) (2007)
- Black Versus White (con Apoptygma Berzerk, in Rocket Science) (2009)
- Murder By Death/Amanda Palmer Split 7" (2009)
- Living in Misery (con Kill Hannah in Wake Up the Sleepers) (2009)
- János vs Wonderland (con Tristan Allen in Tristan Allen EP) (2010)
- The Little Prince (con Lance Horne in First Things Last) (2011)
- Nighty Night (con Damian Kulash degli OK Go, Neil Gaiman e Ben Folds come 8in8) (2011)
- Such Great Heights (con Kim Boekbinder nel singolo Such Great Heights) (2011)
- First World Problems (con "Weird Al" Yankovic) (2014)